# Longèves (Charente Marittima)
Longèves è un comune francese di 778 abitanti situato nel dipartimento della Charente Marittima nella regione della Nuova Aquitania.

## Società

### Evoluzione demografica
Abitanti censiti